# Subsatélite

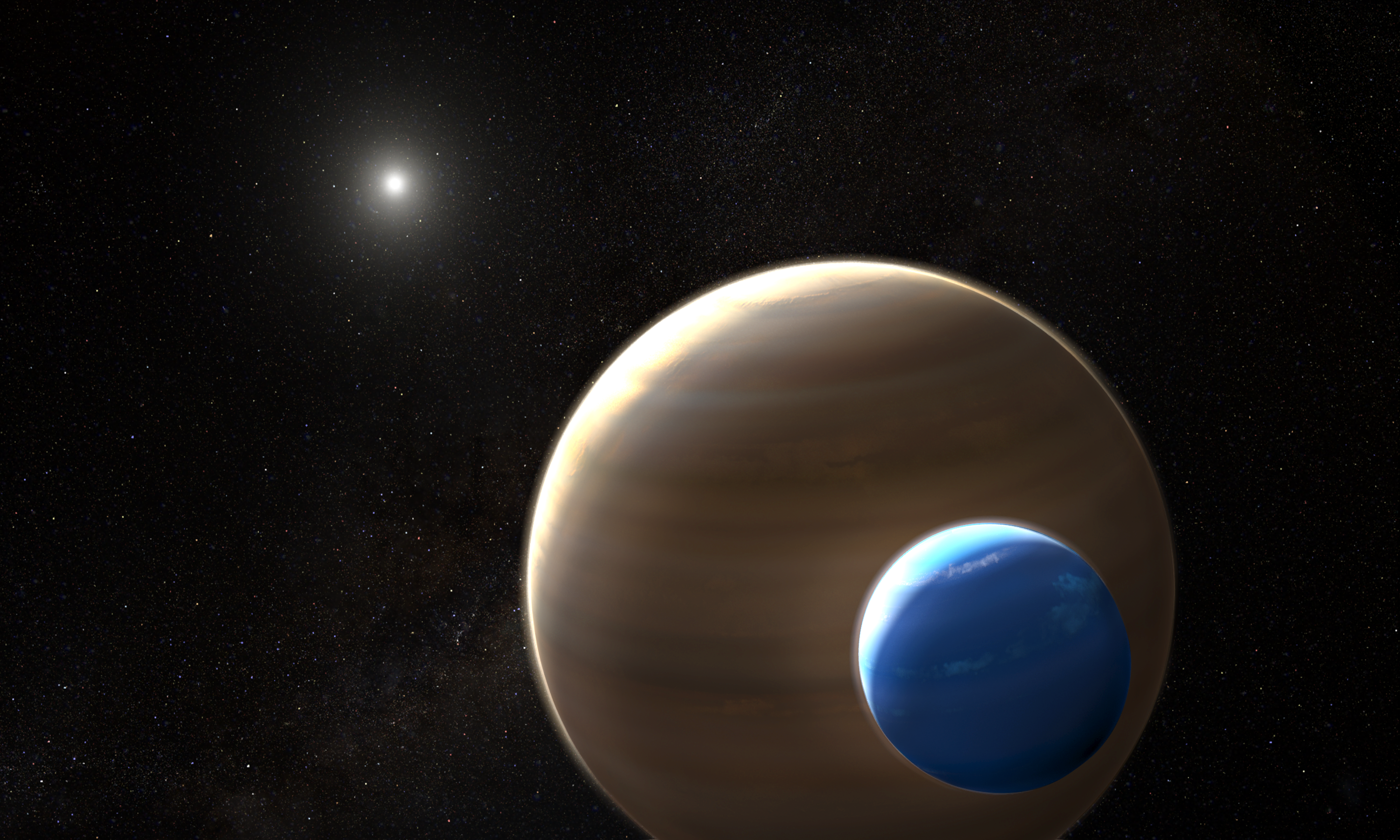
Concepto artístico de exoluna Kepler-1625b I orbitando el exoplaneta Kepler-1625b

Un subsatélite, también conocido como subluna o informalmente luna lunar, es una "luna de una luna" o un satélite natural hipotético que orbita la luna de un planeta.
Se infiere del estudio empírico de los satélites naturales en el sistema solar que los subsatélites pueden ser elementos raros, aunque posibles, de los sistemas planetarios. En el sistema solar, los planetas gigantes tienen grandes colecciones de satélites naturales. La mayoría de los exoplanetas detectados son planetas gigantes; al menos uno, Kepler-1625b, puede tener una exoluna muy grande, llamada Kepler-1625b i, que teóricamente podría albergar un subsatélite. No obstante, aparte de los satélites lanzados por humanos en órbita lunar temporal, no se conoce ningún subsatélite en el sistema solar o más allá. En la mayoría de los casos, los efectos de marea del planeta harían que un sistema de este tipo fuera inestable.

## Posibles casos naturales

### Rea

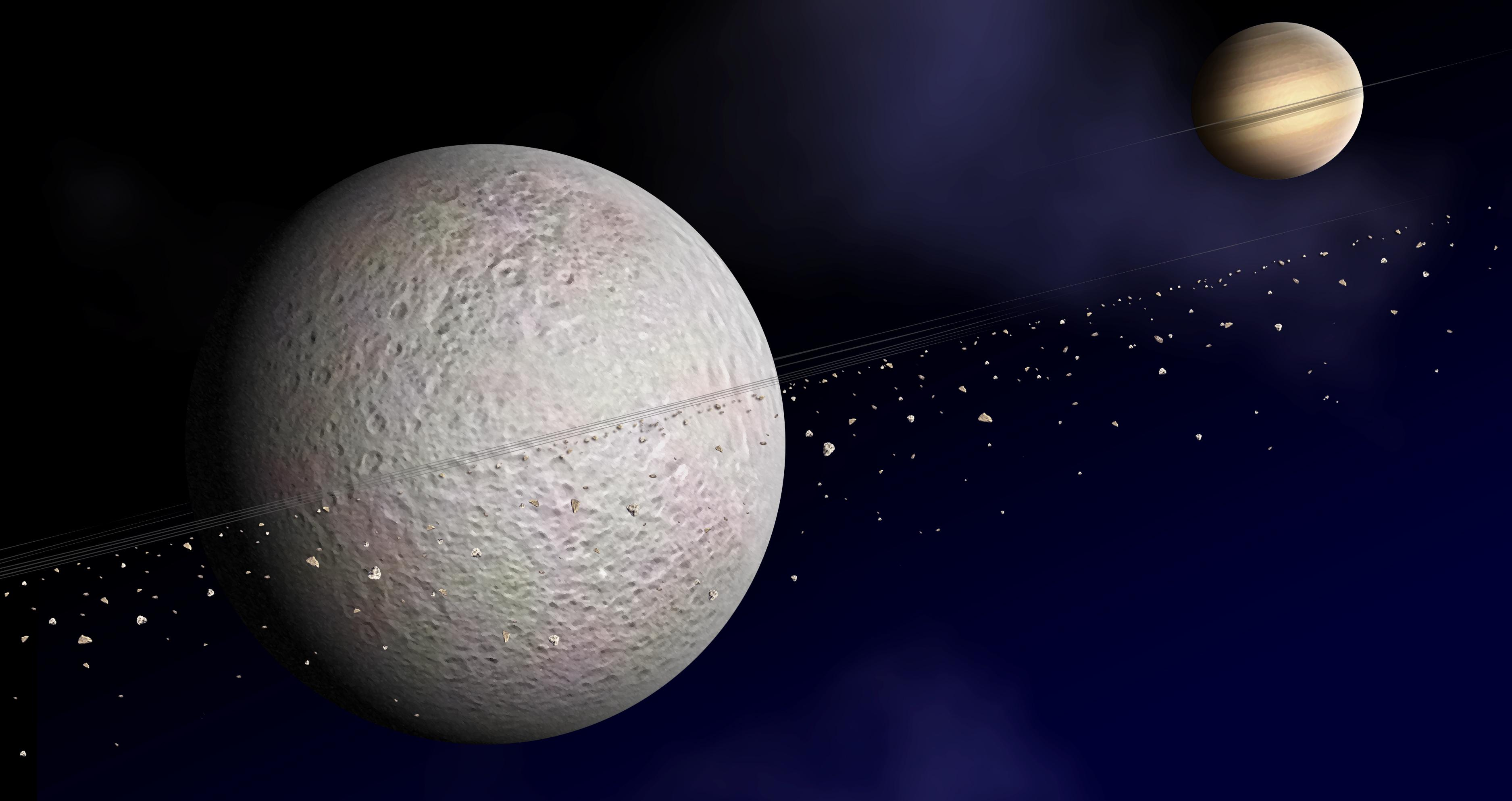
El concepto del artista de anillos alrededor de Rea, una luna de Saturno

Existe la posibilidad de que se haya detectado un sistema de anillos alrededor del satélite natural de Saturno, Rea, lo que ha llevado a cálculos que indican que los satélites que orbitan alrededor de Rea tendrían órbitas estables. Se pensaba que los anillos en cuestión eran estrechos, un fenómeno normalmente asociado con las lunas pastoras; sin embargo, las imágenes específicas tomadas por la nave espacial Cassini no lograron detectar ningún subsatélite o anillo asociado con Rea, al menos ninguna partícula más grande que unos pocos milímetros, lo que hace que la posibilidad de un sistema de anillos alrededor de Rea sea escasa.

### Jápeto
También se ha propuesto que el satélite de Saturno Jápeto poseyó un subsatélite en el pasado; esta es una de las varias hipótesis que se han propuesto para explicar su inusual cresta ecuatorial. Un antiguo impacto gigante en Jápeto podría haber producido un subsatélite; cuando Saturno acopló Jápeto, la órbita del subsatélite se desintegraría hasta cruzar el límite de Roche de Jápeto, formando un anillo transitorio que luego impactó con Jápeto para formar una cresta. Un escenario similar también podría haber sucedido en los otros satélites planetarios gigantes, pero solo en el caso de Jápeto y quizás de Oberón, la cresta resultante se habría formado después del Bombardeo Pesado Tardío y, por lo tanto, habría sobrevivido hasta nuestros días.

## Subsatélites artificiales
Muchas naves espaciales han orbitado la Luna, incluida las naves tripulada del programa Apolo. En 1988, la Unión Soviética intentó sin éxito poner dos sondas no tripuladas en cuasisatélite alrededor de la luna marciana Fobos.